# Pelamis
Pelamis valovna elektrarna je naprava, ki spremeni energijo valovanja v električno energijo. Sestavljena je iz gibljivih delov, ki se gibajo zaradi valovanja in potem preko hidravličnih sistemov generirajo elektriko.
Pelamis je razvilo škotsko podjetje Pelamis Wave Power, prej (Ocean Power Delivery). Leta 2004 je bila prva elektrarna na svetu, ki je generirala elektriko iz valov.. Potem so zgradili še 5 testnih naprav P1, ki so jih uporabljali na portugalski obali in Pelamis P2 druge generacije, pri Orkneyu leta 2010. 

## Delovanje
Pelamis deluje na globinah večjih od 50 metrov. Sestoji iz napol potopljenih delov, ki so povezani z zgibi. Ko pride val, se sekcije gibajo in pri tem premikajo hidravlične cilindre, ki so povezani z generatorjem. Električni kabel na dnu morja je povezan z omrežjem.
Pelamis P2 je 180 m dolga, s premerom 4 m in težo približno 1350 ton. Seastavlja jo pet sekcij in štirje zgibi 

## Galerija
- 2 od 3 Pelamisov v pristanišču Peniche, Portugalska.
- Pelamis prototip
- Sprednji del Pelamis  Aguçadoura
- Pelamis